# Kotkhai
Kotkhai es un pueblo y nagar Panchayat  situada en el distrito de Shimla,  en el estado de Himachal Pradesh (India). Su población es de 1190 habitantes (2011). 

## Demografía
Según el censo de 2011 la población de Kotkhai era de 1190 habitantes, de los cuales 691 eran hombres y 499 eran mujeres. Kotkhai tiene una tasa media de alfabetización del 89,46%, superior a la media estatal del 91,97%: la alfabetización masculina es del 94,53%, y la alfabetización femenina del 88,42%.